# Р-149БМР
Р-149БМР «Кушетка-Б» — российская командно-штабная машина оперативно-тактического звена.

## Описание конструкции
Машина Р-149БМР предназначена для обеспечения мониторинга обстановки в зоне боевых действий. В состав оборудования входят КВ и УКВ радиостанции, обеспечивающие конфиденциальность передачи данных и информации. Кроме того, в Р-149БМР имеются персональные компьютеры, способные взаимодействовать с аппаратурой навигации и связи. В функциональность компьютеров входят обработка, ввод и хранение текстовой и видеоинформации, также имеется возможность отображения данных на специальной электронной карте, благодаря чему пользователь способен получать всю необходимую информацию и оперативно принимать решения.
В перечень основных функций Р-149БМР входит:
1. ведение радиосвязи по открытым и конфиденциальным каналам связи;
2. организация передачи информации в цифровых и аналоговых системах связи;
3. возможность использования спутниковых каналов связи;
4. определение и передача по каналам связи координат собственного местоположения;
5. видеомониторинг обстановки и передача полученных данных либо на электронную карту местности, либо по каналам связи.

## Ходовая часть
Всё оборудование машины размещено на манёвренной высокомобильной легкобронированной транспортной базе К1Ш1, созданной на базе бронетранспортёра БТР-80.

## Модификации
- Р-149БМР — базовая модификация на универсальном колёсном шасси К1Ш1;
- Р-149БМРА — модификация на шасси БТР-80;
- Р-149БМРг — модификация на шасси МТ-ЛБу;
- Р-149БМРД — модификация на шасси БТР-Д.

## Оценка машины
Благодаря своему техническому оснащению Р-149БМР входит в состав автоматизированной системы управления войсками, при этом существенно увеличивая оперативность работы.